# Allotrichoma lasiocercum
Allotrichoma lasiocercum är en tvåvingeart som beskrevs av Cresson 1926. Allotrichoma lasiocercum ingår i släktet Allotrichoma och familjen vattenflugor. Inga underarter finns listade i Catalogue of Life.